# ヘルビス・ドラモンド
ヘルビス・ドラモンド（Jervis Éarlson Drummond Johnson、1976年9月8日 - ）は、コスタリカの元サッカー選手。元コスタリカ代表。ポジションはディフェンダー。

## 経歴

### クラブ
コスタリカの強豪・デポルティーボ・サプリサで16シーズンプレーし、8回のプリメーラ・ディビシオン優勝を経験した。

### 代表
1995年9月にコスタリカ代表デビュー。デビュー戦後、出場機会は無かったが、1998年1月に代表復帰、直後の1998 CONCACAFゴールドカップに出場した。その後、コパ・アメリカ2001、2002 CONCACAFゴールドカップにも出場、出場機会は無かったが2002 FIFAワールドカップのメンバーにも選ばれた。2006 FIFAワールドカップでもメンバーに選ばれ、グループステージ2試合に出場した。2008年までに通算73試合に出場、1得点をあげた。

## 代表歴

### 出場大会
- コスタリカ代表
  - 2002 FIFAワールドカップ
  - 2006 FIFAワールドカップ

### 試合数
- 国際Aマッチ 73試合 1得点（1995年-2008年）[1]

| コスタリカ代表 | 国際Aマッチ | 国際Aマッチ |
| 年             | 出場        | 得点        |
| -------------- | ----------- | ----------- |
| 1995           | 1           | 0           |
| 1996           | 0           | 0           |
| 1997           | 0           | 0           |
| 1998           | 4           | 0           |
| 1999           | 8           | 1           |
| 2000           | 9           | 0           |
| 2001           | 13          | 0           |
| 2002           | 4           | 0           |
| 2003           | 7           | 0           |
| 2004           | 0           | 0           |
| 2005           | 8           | 0           |
| 2006           | 4           | 0           |
| 2007           | 11          | 0           |
| 2008           | 4           | 0           |
| 通算           | 73          | 1           |